# Репрезентација СР Југославије у хокеју на леду
Хокејашка репрезентација СР Југославије је био хокејашки тим Савезне Републике Југославије. Репрезентација се такмичила под тим именом од 1992. до 2003. године. Наследила је Хокејашку репрезентацију Социјалистичке Федеративне Републике Југославије. Наследник Хокејашке репрезентације Савезне Републике Југославије је Хокејашка репрезентација Србије и Црне Горе.
Премијерну утакмицу Југославија је одиграла против Румуније, 28. марта 1992. године и поражена је 4:1. Најтежи пораз Југославија је доживела од Украјине 1996. године резултатом 21:0. Највећу победу остварили су против Мексика 2003. године када су победили резултатом 19:0.

## Наступи на Светским првенствима
- 1992 - 20. место
- 1993 - није учествовала
- 1994 - није учествовала
- 1995 - 28. место
- 1996 - 30. место
- 1997 - 32. место
- 1998 - 30. место
- 1999 - није учествовала
- 2000 - 32. место
- 2001 - 34. место
- 2002 - 32. место
- 2003 - 31. место

## Галерија
- Репрезентација СЦГ је носила дресове СРЈ на СП 2004. године. На фотографији је дрес Чабе Прокеца који се данас налази у Хокејашкој Кући славних у Торонту.